# PGM-19 Jupiter

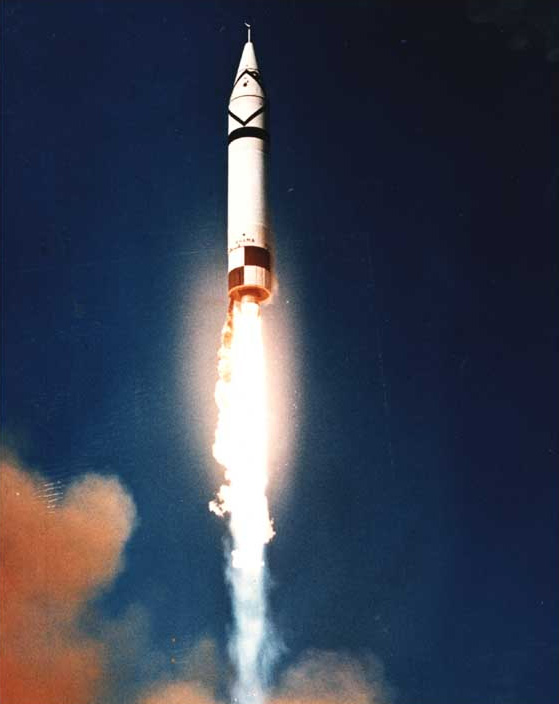
Start Jupiteru

Jupiter byla balistická raketa středního doletu vyvinutá pro letectvo Spojených států. Byla to raketa na kapalné palivo (kapalný kyslík a RP-1) s jediným motorem vyvíjejícím tah 667 kN. Raketa Jupiter byla druhou americkou raketou středního doletu po raketě Thor. Na jejím základě byla postavená také nosná raketa Juno II.

## Historie vzniku

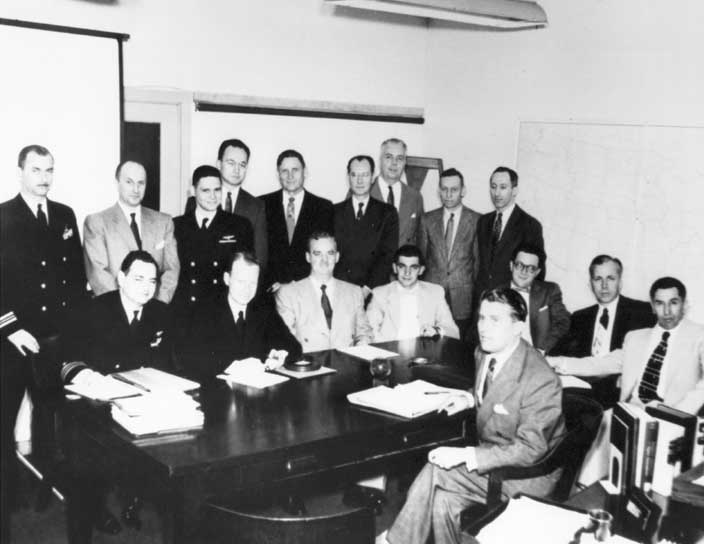
Konstrukční tým v roce 1955

V září 1955 Wernher von Braun informoval tehdejšího ministra obrany, že logickým rozšířením rakety Redstone bude raketa s doletem 2 400 km. V prosinci téhož roku armáda a námořnictvo ohlásily společný projekt na vytvoření rakety středního doletu schopné startovat z pevniny i moře. Kvůli záměru startů z moře byla raketa Jupiter navržena tak, aby se s ní dalo lehce manipulovat na palubě lodě. V listopadu 1956 ale námořnictvo kvůli projektu balistické rakety na tuhé palivo Polaris od společného projektu upustilo. Přesto zde zůstal návrh rakety se zkráceným tělem. Výsledkem bylo, že raketa byla příliš široká, než aby se dala převážet tehdejšími nákladními letadly americké armády.
Na konci listopadu 1956 Ministerstvo obrany převedlo všechny pozemní balistické rakety pod Letectvo Spojených států amerických. Pro armádu zůstaly bojové rakety s doletem ne delším než 320 km. Také vývoje balistické rakety Jupiter se ujalo letectvo. Protože letectvo mělo už svou vlastní raketu středního doletu, balistickou raketu Thor, vždy se dívali na raketu Jupiter jako na „vyvinutou jinde“.
Existuje několik nejasností ohledně jiné armádní rakety s názvem Jupiter-C. Raketa Jupiter-C byla modifikací balistické rakety Redstone. Nádrž rakety Redstone byla prodloužená a na ní byl umístěný malý raketový stupeň na tuhé palivo. Takto upravené rakety Jupiter-C byly použity na testy opakovaného vstupu do atmosféry hlavice rakety. K vypuštění družic Explorer 1 a Explorer 3 byla použita raketa Juno I, která byla přímou nástupkyní rakety Jupiter-C. Diagram dole ukazuje rozdíly mezi raketami Redstone, Jupiter-C, Mercury-Redstone a Jupiter.
Nosné rakety Saturn I a Saturn IB byly vyrobeny s použitím jedné nádrže rakety Jupiter obklopené osmi palivovými nádržemi rakety Redstone, aby tak vytvořily silný první raketový stupeň.
Balistická raketa Jupiter byla upravena přidáním dalšího stupně sestaveného z balistických raket Sergeant a vytvořila nosnou raketu pro vynášení kosmických sond a družic. Tato modifikovaná raketa Jupiter se nazývala Juno II.

## Biologické lety

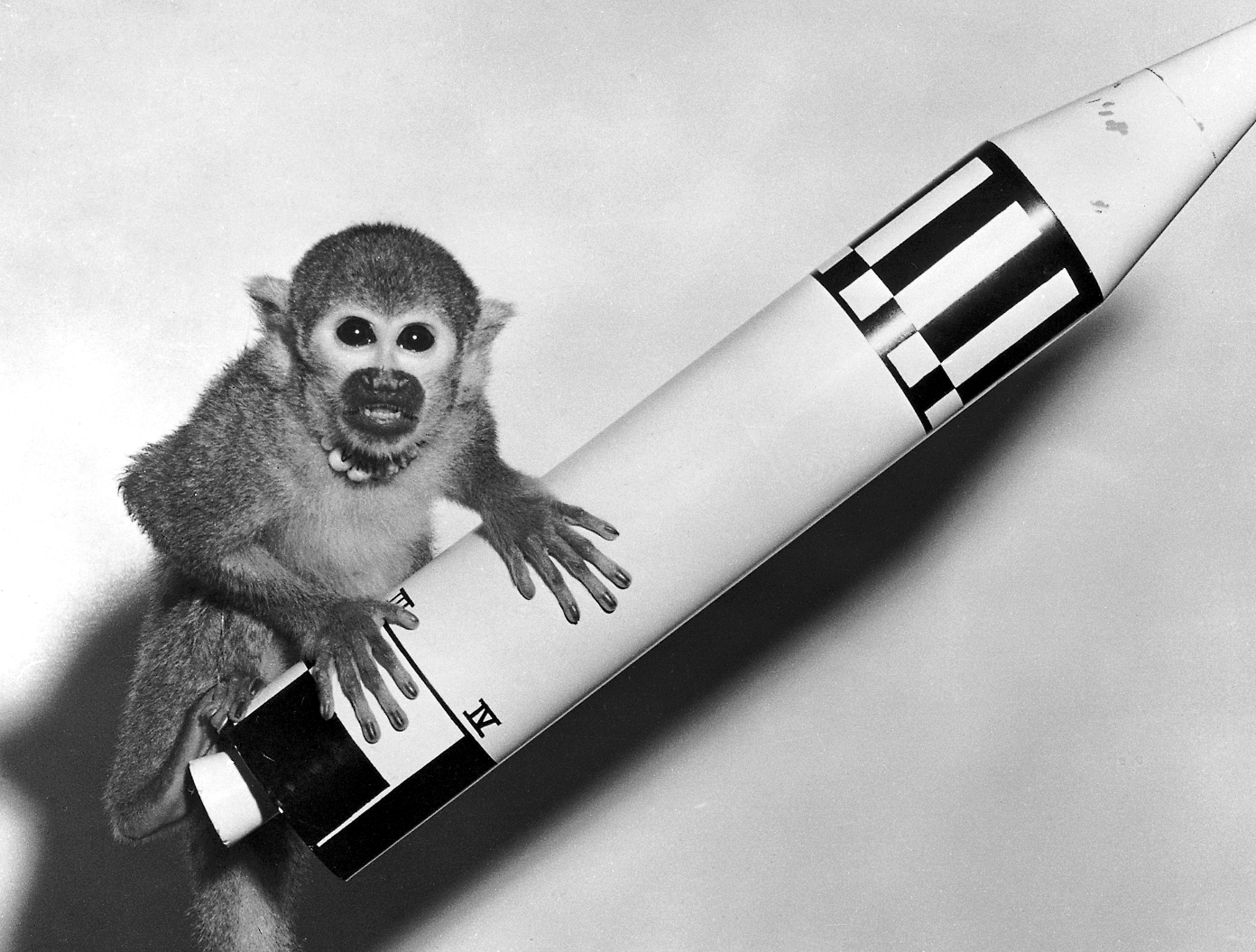
Opice Baker

Rakety Jupiter byly použité v sérii suborbitálních biologických testovacích letů. Dne 13. prosince 1958 z Cape Canaveral Air Force Station odstartovala raketa Jupiter AM-13 s námořnictvem vytrénovanou opičkou z rodu kotulů (lat. saimiri) pojmenovanou Gordo na palubě. Padák návratové přídě rakety se však neotevřel a opička "Gordo" let nepřežila. Telemetrická data však ukázala, že opička přežila zrychlení 10 g (100 m/s2) při startu, 8 minut v beztížném stavu a 40 g (390 m/s2) při návratu do atmosféry v rychlosti 4,5 km/s. Hlavice rakety spadla do moře 2411 km od mysu Canaveral a nebyla vyzdvižena.
Jiný biologický let odstartoval 28. května 1959. Na palubě rakety Jupiter AM-18 byl 3,2 kg makak rhesus "Able" a 310 g jihoamerická opička saimiri "Baker". Opice dosáhly v přídi rakety výšky 579 km a vzdálenost 2 700 km od startovací rampy na Floridě. Vydržely zrychlení 38 g a devět minut strávily v beztížném stavu. Jejich raketa během 16 minutového letu dosáhla maximální rychlost 4,5 km/s. Po přistání na moři byl nos rakety s oběma opicemi vyzdvižen americkou lodí USS Kiowa ATF-72.
Opice přežily let v dobré kondici. Na Zemi "Able" zemřel čtyři dny po přistání po užití anestetik během operace, která měla odstranit nefunkční elektrodu. "Baker" zemřela 29. listopadu 1984 v Alabama Space and Rocket Center v Huntsville.
Gordo, Able a Baker byly jen tři z mnohých opic poslaných do vesmíru.

## Vojenské rozmístění

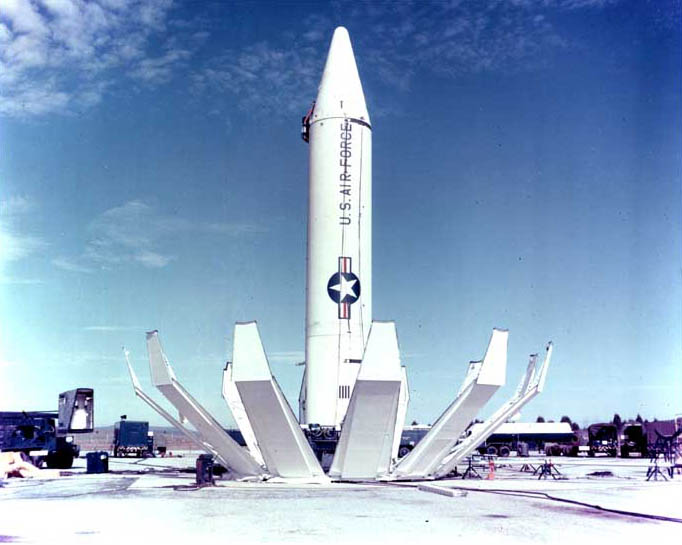
Jupiter

V dubnu 1958 Ministerstvo obrany Spojených států pověřilo letectvo Spojených států přípravou rozmístění prvních třech eskader raket Jupiter (45 raket) ve Francii. Vyjednávání mezi Spojenými státy a Francií trvalo do června 1958. Charles de Gaulle, nový francouzský prezident, odmítal umístění byť jen jediné rakety. Toto rozhodnutí přimělo Spojené státy přezkoumat možnosti rozmístění raket v Turecku nebo v Itálii. Americké letectvo ve stejné době rozmisťovalo čtyři eskadry raket Thor (60 raket) ve Spojeném království poblíž Nottinghamu.
V dubnu 1959 ministr letectva pověřil letectvo rozmístěním dvou eskader raket Jupiter v Itálii. Od roku 1961 do 1963 bylo na deseti místech v Itálii rozmístěno dohromady 30 raket. Obsluhovali je příslušníci italských vzdušných sil, ale Američané měli pod kontrolou jaderné hlavice. Tyto rakety rozmístěné v Itálii byly pod správou 36ª Aerobrigata Interdizione Strategica (36. strategické letecké eskadry italských vzdušných sil) umístěných na letecké základně Gioia Del Colle. V roce 1962 bulharské špionážní letadlo MiG-17 po přeletu nad jedním z těchto míst havarovalo v nedalekém olivovém háji.
Ve čtyřech případech mezi polovinou října 1961 a srpna 1962 byly rakety Jupiter, rozmístěné v Itálii a vybavené jadernými hlavicemi o síle 1,4 megatun TNT (5,9 PJ) zasaženy bleskem. Tím byly aktivované termální baterie a ve dvou případech byl tritio-deuteriový plyn napumpovaný do hlavice, čímž se tyto staly částečně nabité. Po těchto čtyřech falešných poplaších U.S. Air Force nainstalovala na všechna odpalovací zařízení ochranu proti bleskům.
V říjnu 1959 byla podepsána mezivládní dohoda USA s Tureckem o rozmístění třetí a poslední eskadry v Turecku. Prezident Eisenhower ale rozmístění raket oddaloval v přesvědčení, že tento krok nevyhnutelně vyvolá prudké zostření sovětsko-amerických vztahů. Rakety totiž vzhledem k dlouhé (několikahodinové) době přípravy ke startu byly prakticky použitelné pouze v případě překvapivého prvního úderu Spojených států.
Až na podzim roku 1961 nový prezident Kennedy rozhodl o instalaci raket v Turecku. V letech 1961 až 1963 bylo 15 raket rozmístěno na 5 místech v blízkosti města Izmir. Tato místa byla pod přímou správou personálu amerického letectva. Rakety byly v operační pohotovosti od března 1962. První letka tří Jupiterů byla převedená pod správu tureckých leteckých sil až koncem října 1962 před začátkem Kubánské krize. Američani však stále kontrolovali jaderné hlavice. Skutečné rozmístění raket Jupiter v Turecku je tajné. Podle nejmenovaného zdroje z období rozmisťování v roku 1961 jedno z pěti míst bylo v horách blízko města Manisa a další v horách blízko města Akhisar. Hlavní základnou pro rozmisťování raket byla letecká základna Cigli.
Všechny rakety Jupiter byly odstraněny až v dubnu 1963, na základě tajné části dohody se Sovětským svazem o odstranění sovětských raket z Kuby. Tuto dohodu zveřejnili Američané až koncem 80. let 20. století. Oficiálním důvodem vyřazení bylo zavedení raket Minuteman I v roce 1962, které díky svému dostřelu nemusely být umístěny tak blízko SSSR a které díky tuhému palivu měli podstatně kratší dobu odpalu.

## Specifikace
- Délka: 18,3 m
- Průměr: 2,67 m

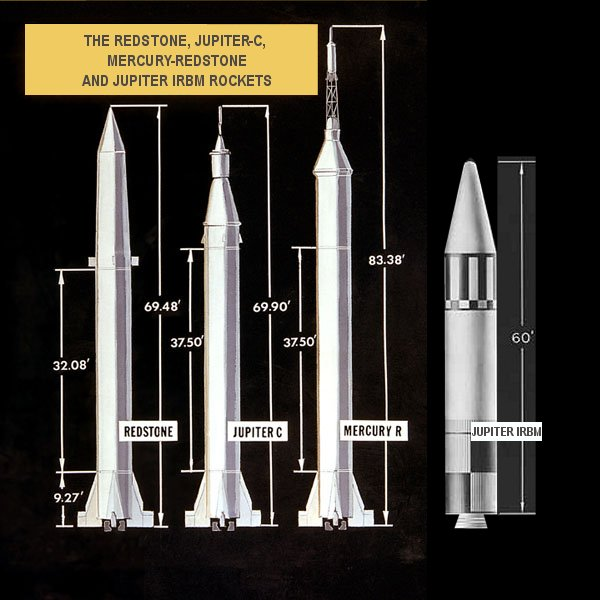
Ilustrace ukazuje rozdíly mezi raketami Redstone, Jupiter-C, Mercury-Redstone
a Jupiter

- Hmotnost po natankování: 49 353 kg
- Prázdná hmotnost: 6 221 kg
- Hmotnost tekutého kyslíku: 31 189 kg
- Hmotnost RP-1: 13 796 kg
- Tah: 150,000 lbf (667 kN)
- Motor: Rocketdyne LR70-NA (Model S-3D)
- Specifický impuls:2430 kN·s/kg (247,5 sekund)
- Čas hoření: 157,8 s
- Spotřeba paliva: 284,7 kg/s
- Dolet: 2 410 km
- Čs letu: 1016,9 sekund
- Rychlost po dohoření: 14 458 km/h - Mach 13,04
- Rychlost při návratu: 17 131 km/h - Mach 15,45
- Zrychlení: 13,69 g (134 m/s2)
- Největší zrychlení: 44,0 g (431 m/s2)
- Nejvyšší výška: 628 km
- Přesnost dopadu: 1 500 m
- Bojová hlavice: 1,45 Mt termonukleární W-49 - 750 kg
- Výbuch: přiblíženi a dopad
- Řízení: inerciální

## Seznam startů raket Jupiter
Všechny testy se uskutečnily z Cape Canaveral Air Force Station na Floridě. Následující seznam není kompletní, vystihuje pouze důležité lety.
| Sériové číslo | Mise   | Datum startu       | Poznámky                                                                          |
| ------------- | ------ | ------------------ | --------------------------------------------------------------------------------- |
| AM-1A         | AM-1A  | 1. března 1957     | Testovací start 1. Test rakety. Selhání. Apogeum 23 km                            |
| AM-1B         | AM-1B  | 26. dubna 1957     | Testovací start 2. Test rakety. Selhání. Apogeum 29 km                            |
| AM-1          | AM-1   | 31. května 1957    | Testovací start 3. Test rakety. Úspěch. Apogeum 805 km                            |
| AM-2          | AM-2   | 28. srpna 1957     | Testovací start 4. Test rakety. Úspěch. Apogeum 805 km                            |
| AM-3          | AM-3   | 23. října 1957     | Testovací start 5. Test rakety. Úspěch. Apogeum 805 km                            |
| AM-3A         | AM-3A  | 27. listopadu 1957 | Testovací start 6. Test rakety. Selhání. Apogeum 32 km                            |
| AM-4          | AM-4   | 16. prosince 1957  | Testovací start 7. Test rakety. Selhání. Apogeum 101 km                           |
| AM-5          | AM-5   | 18. května 1958    | Testovací start 8. Test vstupu do atmosféry. Úspěch. Apogeum 555 km               |
| AM-6B         | AM-6B  | 17. července 1958  | Testovací start 9. Test vstupu do atmosféry. Úspěch. Apogeum 555 km               |
| AM-7          | AM-7   | 27. srpna 1958     | Testovací start 10. Test rakety. Úspěch. Apogeum 555 km                           |
| AM-9          | AM-9   | 10. října 1958     | Testovací start 11. Test rakety. Selhání. Apogeum 0 km                            |
| AM-13         | Bio 1  | 13. prosince 1958  | start 13. Biologický testovací let. opice "Gordo". Selhání padáku. Apogeum 555 km |
| CM-21         | CM-21  | 22. ledna 1959     | Testovací start 14. Taktický testovací let. Úspěch. Apogeum 555 km                |
| CM-22         | CM-22  | 27. ledna 1959     | Testovací start 15. Test rakety. Úspěch. Apogeum 555 km                           |
| CM-22A        | CM-22A | 4. dubna 1959      | Testovací start 17. Test rakety. Úspěch. Apogeum 555 km                           |

Celkově bylo 46 testovacích startů.